# Idiops parvus
Idiops parvus là một loài nhện trong họ Idiopidae.
Loài này thuộc chi Idiops. Idiops parvus được J. Hewitt miêu tả năm 1915.